# Min odödliga kärlek
Min odödliga kärlek (eng: Immortal Beloved) är en brittisk-amerikansk biografisk film om kompositören Ludwig van Beethoven från 1994 i regi av Bernard Rose. I huvudrollerna ses Gary Oldman, Jeroen Krabbé, Isabella Rossellini, Johanna ter Steege och Valeria Golino. Filmen följer Beethovens sekreterare och första levnadstecknare Anton Schindler då han försöker fastställa den verkliga identiteten bakom "Unsterbliche Geliebte" (Immortal Beloved, Min odödliga kärlek), som adresseras i tre brev som återfinns bland den avlidna kompositörens privata papper. Schindler färdas genom hela kejsardömet Österrike och intervjuar kvinnor som kan vara potentiella kandidater liksom genom Beethovens tumultartade liv i retrospektiv.

## Handling
Strax efter Ludwig van Beethovens död hittas ett mystiskt brev till en ung kvinna. Brevet upprör de efterlevande och hans sekreterare bestämmer sig för att ta reda på vem hon är.

## Om filmen
Filmen är inspelad i Kroměříž, Prag och Wien. Den hade premiär den 16 december 1994 i Los Angeles och New York.

## Citat ur breven till Beethovens odödliga kärlek
| ”        | My angel, my all, my very self. | „ |
| – Ludwig |                                 |   |

## Rollista i urval
- Gary Oldman - Ludwig van Beethoven
- Jeroen Krabbé - Anton Felix Schindler
- Isabella Rossellini - Anna Marie Erdödy
- Johanna ter Steege - Johanna Reiss
- Christopher Fulford - Kaspar van Beethoven
- Michael Culkin - Jakob Hotscevar
- Marco Hofschneider - Karl van Beethoven
- Miriam Margolyes - Nanette Streicherová
- Barry Humphries - Clemens Metternich
- Valeria Golino - Giulietta Guicciardi/von Gallenberg
- Alexandra Pigg - Therese Obermayer
- Geno Lechner - Josephine von Brunsvik
- Claudia Solti - Theresa von Brunsvik

## Musik i filmen
Framförs av: London Symphony Orchestra, dirigent: Georg Solti
- Symfoni nr 5, Op. 67.
- Für Elise
- Symfoni nr 3, in E-Flat Major Op.55 Eroica.
- Piano Sonata nr 14, Månskenssonaten: Adagio Sostenuto.
- Symfoni nr 6, Op. 68, Pastoral: Storm.
- Piano Trio nr 5 In D Major, Op. 70, No 1 Ghost.
- Violinkonsert in D Major, Op. 61.
- Piano Sonata nr 8, Pathetique.
- Pianokonsert nr 5, Emperor (love theme)
- Missa Solemnis: Kyrie.
- Symfoni nr 7, Op. 92: Allegretto (Karl's theme)
- Violin Sonata In A Major, Op. 47, Kreutzer: Adagio sostenuto- Presto.
- Symfoni nr 9, Op 125: Ode to Joy.